# 曹宗壽
曹宗壽（?—?），北宋时期的第七任曹氏归义军节度使。曹延祿的族子。曹宗壽逼迫曹延祿自尽，曹宗壽嗣位。宋真宗咸平五年（1002年），宋朝以羁縻对待，依然以曹宗寿为金紫光祿大夫、檢校太保、使持節沙州刺史兼御史大夫，歸義軍節度使，封譙郡開國侯，食邑一千戶。曹宗壽把瓜、沙两州各佛寺收藏的经卷文书共约四五万件秘密运送到了沙州（今甘肃敦煌），封存在了莫高窟中。俄罗斯圣彼得堡圖書館藏有石室本《曹宗壽夫婦施經記》。
曹宗壽之后，其子曹贤顺继位。